# Bystraja (Siwerskyj Donez)
Die Bystraja (russisch Бы́страя) ist ein linker Nebenfluss des Siwerskyj Donez in der südrussischen Oblast Rostow.
Die Bystraja entspringt östlich von Morosowsk. Sie durchfließt in westlicher, später in südlicher Richtung eine ebene Landschaft im Osten der Oblast Rostow und mündet nach 218 km linksseitig in den Unterlauf des Siwerskyj Donez. Sie entwässert ein Areal von 4.180 km². Der Fluss wird hauptsächlich von der Schneeschmelze gespeist. Im Sommer fallen der Oberlauf der Bystraja und die Zuflüsse der Bystraja häufig trocken.